# Assassin's Creed Odyssey
Assassin's Creed Odyssey é um jogo eletrônico de RPG de ação desenvolvido pela Ubisoft Quebec e publicado pela Ubisoft. É o décimo primeiro título principal da série Assassin's Creed e o sucessor de Assassin's Creed Origins de 2017, foi lançado em 5 de outubro de 2018, para Microsoft Windows, PlayStation 4 e Xbox One. Durante a apresentação do serviço streaming Stadia da Google, foi anunciado que o jogo estaria disponível no serviço e foi posteriormente lançado em novembro de 2019. A sua sequência, Assassin's Creed Valhalla foi lançada em novembro de 2020.

## Ambientação
O jogo se passa em 431 a.C, quatrocentos anos antes dos eventos Assassin's Creed Origins. Conta a história da Guerra do Peloponeso, que foi travada entre as cidades-estados da Grécia antiga. O jogador assume o papel de uma criança exilada (mercenário(a) quando adulto) chamada Alexios ou Kassandra (dependendo do sexo escolhido para a experiência do jogo, no entanto, o personagem canônico é o que você escolhe) que luta para defender as pessoas, e é um descendente do rei espartano Leônidas I; e capaz de lutar por Atenas e da Liga de Delos ou Liga do Peloponeso liderada por Esparta. Tal como acontece com os outros jogos anteriores da série, Odyssey inclui uma narrativa dos tempos modernos e segue Layla Hassan, introduzido em Assassin's Creed Origins.
O jogo possui vários personagens históricos com os quais os jogadores podem interagir, como Alcibíades, Cléon, Sócrates, Sófocles, Pausânias, Heródoto, Hipócrates, Brásidas, Péricles, Fídias e Aspásia. Há também cenários históricos e míticos, como a Ágora de Atenas, Cefalônia, Ítaca, o Odeão de Péricles, a floresta de carvalhos em Foloi, Estátua de Zeus em Olympia, Naxos, Lesvos, Atenas, Argólida, Pnyx, Fócida e Messara.

## Lançamento
Antes da aparição do jogo na E3 2018, Assassin's Creed Odyssey vazou em maio de 2018 após o site francês JeuxVideo receber um chaveiro contendo o nome Assassin's Creed Odyssey. A Ubisoft anunciou Assassin's Creed Odyssey na Electronic Entertainment Expo 2018 logo depois. Um dia antes da conferência de imprensa da Ubisoft na E3, capturas de tela do jogo vazaram pelo site Gematsu. O jogo foi lançado em 5 de outubro de 2018 para Microsoft Windows, PlayStation 4 e Xbox One. Uma versão para Nintendo Switch foi anunciada durante a Nintendo Direct de setembro de 2018. Assassin's Creed Odyssey é um título baseado em nuvem no Nintendo Switch, lançado no mesmo dia das outras plataformas, mas apenas no Japão.
O passe de temporada do jogo inclui duas histórias de DLC espalhadas por seis episódios, bem como edições remasterizadas de Assassin's Creed III e Assassin's Creed III: Liberation. Um modo de criação de histórias que permite aos jogadores criar e compartilhar missões personalizadas foi lançado em junho de 2019. Discovery Tour: Ancient Greece, um modo educacional que permite ao jogador escolher entre passear livremente pelo mundo da Grécia Antiga para aprender mais sobre sua história e vida cotidiana ou embarcar em visitas guiadas com curadoria de historiadores, foi lançado no final de 2019. Várias edições especiais do jogo também foram lançadas.

### Edições Especiais
Para Assassin's Creed Odyssey a Ubisoft disponibilizou várias edições especiais:
- "Pantheon Collector’s Edition" que além de conter uma cópia do jogo na versão "gold", inclui duas miniaturas de 39.5 cm de altura e 65 de largura, formando o The Nemesis Diaroma; case de metal exclusivo; livro de artes com 64 páginas com design e conceitos originais; desenho exclusivo de Hugo Puzzuoli; versão do mapa do jogo desenhada a mão; trilha sonora do game.(US$220).
- "Spartan Edition": Igual ao anterior, porém apenas com a miniatura do espartano, os demais conteúdos são iguais.(US$160).
- "Ultimate Edition": Além da cópia do jogo na versão Deluxe, o passe de temporada para todas as DLCs e as missões bônus "Secrets of Greece". (US$120).
- "Gold Edition": Possui o Passe de temporada e as missões de "Secrets of Greece".(US$100).
- "Digital Deluxe Edition": Passe de Temporada e missões bônus "The Blind King". (US$80).